# Докучаевская школа почвоведения

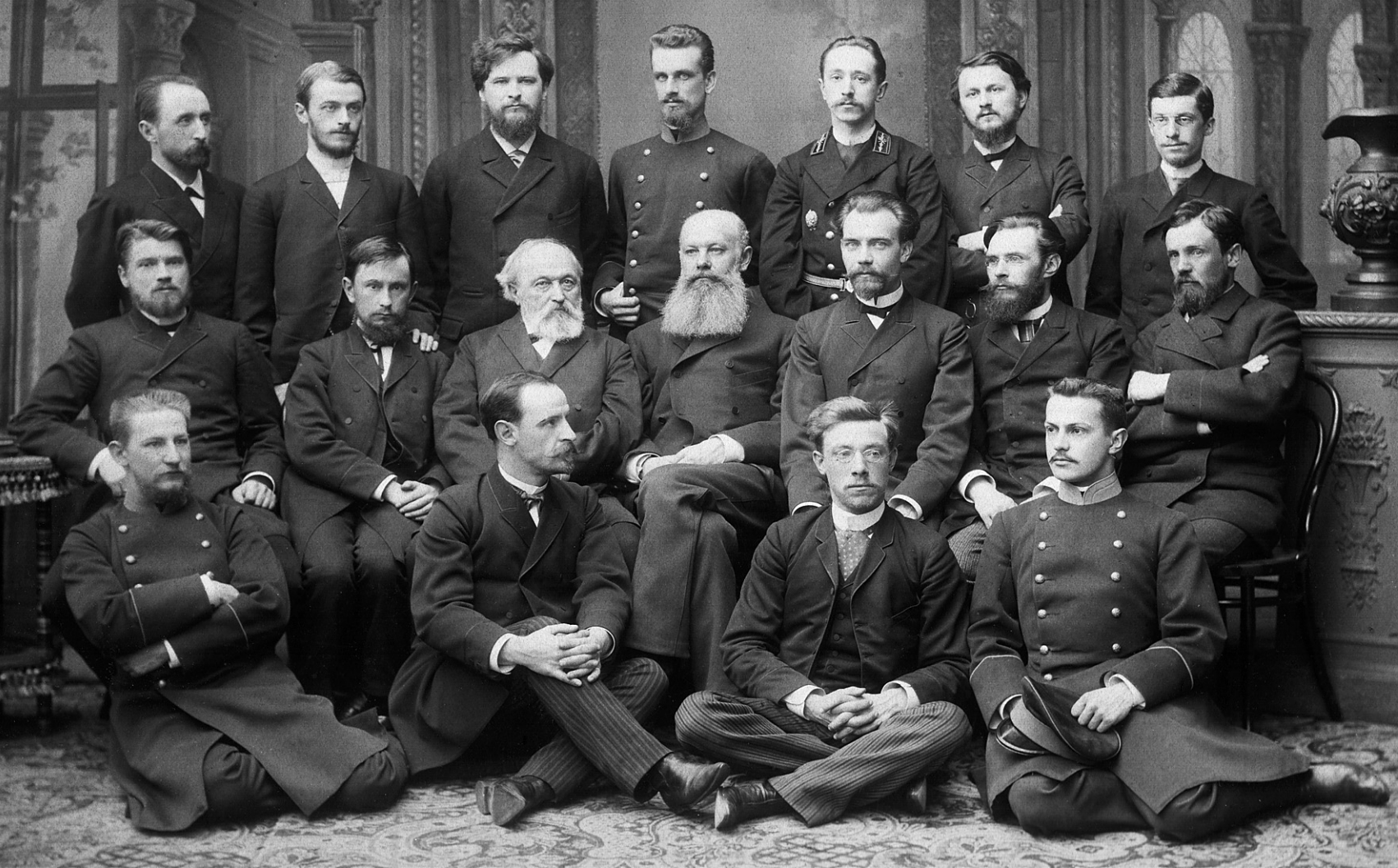
Ученики В. В. Докучаева и А. В. Советова (Верхний ряд: Н. П. Адамов, Д. И. Ивановский, С. К. Богушевский, П. В. Отоцкий, О. О. Силантьев, В. К. Агафонов, В. А. Траншель. Средний ряд: К. Д. Глинка, Г. И. Танфильев, А. В. Советов, В. В. Докучаев, П. А. Земятченский, А. Р. Ферхмин, М. И. Шешуков. Нижний ряд: В. Д. Батюшков, П. А. Крюков, И. П. Выдрин, М. К. Савич.)

Докучаевская школа почвоведения (или Русская школа почвоведов, англ. Russian Soil Science School) — научная школа или научное направление, сложившееся в России в конце XIX века.
Школа была сформирована научными работами под руководством В. В. Докучаева (начиная с 1876 года), и продолжена его учениками и последователями в почвоведении и науках геологического цикла.

## История

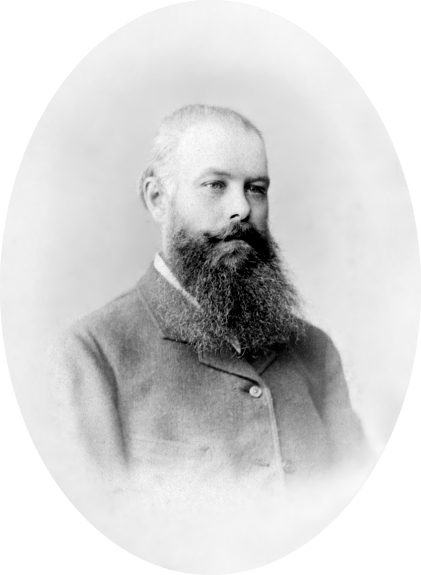
В. В. Докучаев

Докучаевская научная школа почвоведения возникла и сформировалась на естественном отделении Физико-математического факультета Санкт-Петербургского университета. Она тесно связана с многогранной деятельностью её научного лидера В. В. Докучаева, который учился (1867—1871) и 25 лет проработал в Университете на кафедре минералогии (1872—1897). Основание школы русских почвоведов было заложено в коллективных научных работах, организованных В. В. Докучаевым.
В 1892—1895 годах В. В. Докучаев работал директором Института сельского хозяйства и лесоводства в Новой Александрии. Его ученики и коллеги пополнили Школу почвоведения.
Многие ученики В. В. Докучаева стали редакторами и авторами основанного в 1899 году журнала «Почвоведение».
К. Д. Глинка в 1904 году констатировал:

О почвоведах и говорить нечего: разногласия, существовавшие по различным вопросам в прежнее время, понемногу сглаживаются и едва-ли мы ошибемся, если скажем, что несколько прежних школ слились в настоящее время в одну, что большинство работающих в России почвоведов работают в духе тех идей, за которые боролся, которые отстаивал всю свою жизнь покойный учитель.

### Персональный состав
В состав научной школы входили ученики В. В. Докучаева и участники и сотрудники организованных им экспедиций, комитетов, комиссий, музеев и научных изданий:
| Имя                               | Род. | Ск.   | Ученик      | Наука       | Нижегор. эксп. 1882-1886 | Полтав. Эксп. 1888-1894 | Лесн. эксп. 1892-1898 | Прочие 1892-1900 |
| --------------------------------- | ---- | ----- | ----------- | ----------- | ------------------------ | ----------------------- | --------------------- | ---------------- |
| Докучаев, Василий Васильевич      | 1846 | 1903  | СПбУ        | геолог      | Принимал участие         | Принимал участие        | Принимал участие      | Принимал участие |
| Агафонов, Валериан Константинович | 1863 | 1955  | СПбУ        | геолог      | Принимал участие         | Принимал участие        |                       |                  |
| Аггеенко, Владимир Наумович       | 1860 | 1907  |             | ботаник     | Принимал участие         |                         |                       |                  |
| Адамов, Николай Павлович          | 1861 | 1912  |             | климатолог  | Принимал участие         | Принимал участие        | № 2                   |                  |
| Амалицкий, Владимир Прохорович    | 1860 | 1917  | СПбУ        | геолог      | Принимал участие         |                         |                       |                  |
| Бараков, Пётр Фёдорович           | 1858 | 1919  | СПбУ        | геолог      | Принимал участие         |                         | № 3                   | Принимал участие |
| Барановский, Август Николаевич    | 1830 | 1897  | СПбУ        | климатолог  | Принимал участие         | Принимал участие        |                       |                  |
| Батюшков, Василий Дмитриевич      | 1868 | 1929  | СПбУ        | Агроном     |                          |                         | Принимал участие      |                  |
| Безпалый М. М.                    | ?    | ?     |             | почвовед    |                          |                         |                       | Принимал участие |
| Богословский, Николай Андреевич   | 1862 | 1914  |             |             | Принимал участие         |                         |                       |                  |
| Богушевский, Сергей Казимирович   | 1860 | 1920  | СПбУ        | химик       |                          | Принимал участие        |                       |                  |
| Бодиско А. А.                     | ?    | ?     |             |             |                          | Принимал участие        |                       |                  |
| Бурмачевский Н. Н.                | ?    | ?     | СПбУ        | геолог      | Принимал участие         |                         |                       |                  |
| Бурый Н. М.                       | ?    | ?     | НАИСХЛ      |             |                          |                         |                       | Принимал участие |
| Варпаховский, Николай Аркадьевич  | 1862 | 1909  |             | зоолог      |                          |                         |                       |                  |
| Васильев М. В.                    | ?    | 1891  |             |             |                          | Принимал участие        |                       |                  |
| Вернадский, Владимир Иванович     | 1863 | 1945  | СПбУ        | геолог      |                          | Принимал участие        |                       | Принимал участие |
| Вотчал, Евгений Филиппович        | 1864 | 1937  |             | микробиолог |                          |                         |                       | Принимал участие |
| Выдрин, Иосиф Петрович            | 1867 | 1922  | СПбУ        | геолог      |                          | Принимал участие        | Принимал участие      |                  |
| Высоцкий, Георгий Николаевич      | 1865 | 1940  |             | ботаник     |                          |                         | Принимал участие      |                  |
| Георгиевский А. С.                | 1863 | 1898  |             | геолог      |                          | Принимал участие        |                       | Принимал участие |
| Глинка, Константин Дмитриевич     | 1867 | 1927  | СПбУ        | геолог      |                          | Принимал участие        | Принимал участие      | Принимал участие |
| Григорьев А. В.                   | ?    | ?     | СПбУ        | геолог      |                          |                         |                       |                  |
| Дейч В. Г.                        | ?    | ?     |             | инженер     |                          |                         | Принимал участие      |                  |
| Димо, Николай Александрович       | 1873 | 1959  | НАИСХЛ      | агроном     |                          |                         |                       | Принимал участие |
| Докучаева, Анна Егоровна          | 1846 | 1897  |             | переводчик  |                          |                         |                       | Принимал участие |
| Зайцев В. М.                      | ?    | ?     |             | геолог      | Принимал участие         |                         |                       |                  |
| Захаров, Сергей Александрович     | 1878 | 1949  |             | почвовед    |                          |                         |                       | Принимал участие |
| Земятченский, Пётр Андреевич      | 1856 | 1942  | СПбУ        | геолог      | Принимал участие         | Принимал участие        | Принимал участие      |                  |
| Ивановский, Дмитрий Иосифович     | 1864 | 1920  | СПбУ        | микробиолог |                          |                         |                       | Принимал участие |
| Измаильский, Александр Алексеевич | 1851 | 1914  |             | агроном     |                          | Принимал участие        | Принимал участие      |                  |
| Калугин, Иван Иванович            | 1867 | 1945  | НАИСХЛ      | агроном     |                          |                         |                       | Принимал участие |
| Карчевский М. В.                  | ?    | ?     | СПбУ        | геолог      |                          |                         |                       | Принимал участие |
| Кытманов, Александр Игнатьевич    | 1858 | 1910  | СПбУ        | ботаник     | Принимал участие         |                         |                       |                  |
| Клюсс Г. А.                       | ?    | ?     |             |             |                          |                         |                       | Принимал участие |
| Ковалев О. И.                     | ?    | ?     |             | ботаник     |                          |                         | Принимал участие      |                  |
| Кравков, Сергей Павлович          | 1873 | 1938  | СПбУ        | агроном     |                          |                         |                       | Принимал участие |
| Краснов, Андрей Николаевич        | 1862 | 1914  | СПбУ        | ботаник     | Принимал участие         | Принимал участие        |                       |                  |
| Криштафович, Николай Иосифович    | 1866 | 1941  | НАИСХЛ      | геолог      |                          |                         |                       | Принимал участие |
| Левинсон-Лессинг, Франц Юльевич   | 1861 | 1939  | СПбУ        | геолог      | Принимал участие         | Принимал участие        |                       |                  |
| Мещерский, Андрей Сергеевич       | 1848 | 1905  |             | натуралист  |                          |                         |                       | Принимал участие |
| Набоких, Александр Игнатьевич     | 1874 | 1920  | НАИСХЛ      | почвовед    |                          |                         |                       | Принимал участие |
| Нидергеффер Э. А.                 | ?    | ?     |             | ботаник     | Принимал участие         |                         |                       |                  |
| Олеховский, Михаил Александрович  | 1855 | 1919? |             | ботаник     |                          | Принимал участие        |                       |                  |
| Орлов, Михаил Михайлович          | 1867 | 1932  |             | ботаник     |                          |                         |                       | Принимал участие |
| Отоцкий, Павел Владимирович       | 1866 | 1954  | СПбУ        | геолог      |                          | Принимал участие        | Принимал участие      |                  |
| Пельцман Э. Д.                    | 1857 | 1908  |             | зоолог      | Принимал участие         |                         |                       |                  |
| Пироцкий Ф. И.                    | ?    | ?     | СПбУ        | геолог      |                          | Принимал участие        |                       |                  |
| Поленов, Борис Константинович     | 1859 | 1923  | СПбУ        | геолог      |                          | Принимал участие        |                       |                  |
| Прасолов, Леонид Иванович         | 1875 | 1954  |             | почвовед    |                          |                         |                       | Принимал участие |
| Савинский M.                      | ?    | ?     |             |             |                          |                         |                       | Принимал участие |
| Савич, Михаил Клементьевич        | 1853 | 1913  |             | Лесничий    |                          |                         | Принимал участие      |                  |
| Скворцов, Александр Иванович      | 1848 | 1914  |             | статистик   |                          |                         |                       | Принимал участие |
| Собеневский, Конрад Эдуардович    | 1867 | 1952  |             | ботаник     |                          |                         | Принимал участие      |                  |
| Сибирцев, Николай Михайлович      | 1860 | 1900  | СПбУ        | геолог      | Начальник экспедиции     |                         | № 1                   | Принимал участие |
| Силантьев, Анатолий Алексеевич    | 1868 | 1918  | Лесной ин-т | зоолог      |                          |                         | Принимал участие      | Принимал участие |
| Соломин, Пётр Андреевич           | 1852 | ?     | СПбУ        | геолог      | Принимал участие         |                         |                       |                  |
| Танфильев, Гавриил Иванович       | 1857 | 1928  | СПбУ        | ботаник     |                          |                         | Принимал участие      | Принимал участие |
| Траншель, Владимир Андреевич      | 1868 | 1942  |             | ботаник     |                          |                         |                       | Принимал участие |
| Ферхмин, Альберт Романович        | 1858 | 1905  | СПбУ        | геолог      | Принимал участие         | Принимал участие        |                       | Принимал участие |
| Фортунатов, Алексей Фёдорович     | 1856 | 1925  |             | статистик   |                          |                         |                       | Принимал участие |
| Шахметьев Д.                      | ?    | ?     |             |             |                          |                         | Принимал участие      |                  |
| Шешуков, Максим Иванович          | 1857 | ?     | СПбУ        | химик       |                          | Принимал участие        |                       |                  |
| Щусьев С. В.                      | ?    | ?     |             |             |                          |                         |                       | Принимал участие |
| Юницкий, Константин Иванович      | ?    | 1918  |             | ботаник     |                          |                         | Принимал участие      |                  |
| Яковлев В. М.                     | ?    | 1891  |             | геолог      | Принимал участие         | Принимал участие        |                       |                  |

В 1896 году Почвенная экспозиция на Всероссийской выставке в Нижнем Новгороде получила Диплом 1 разряда «За плодотворную деятельность по изучению русских почв, создавшую новое направление в области почвоведения и школу учеников-последователей».

## Организации

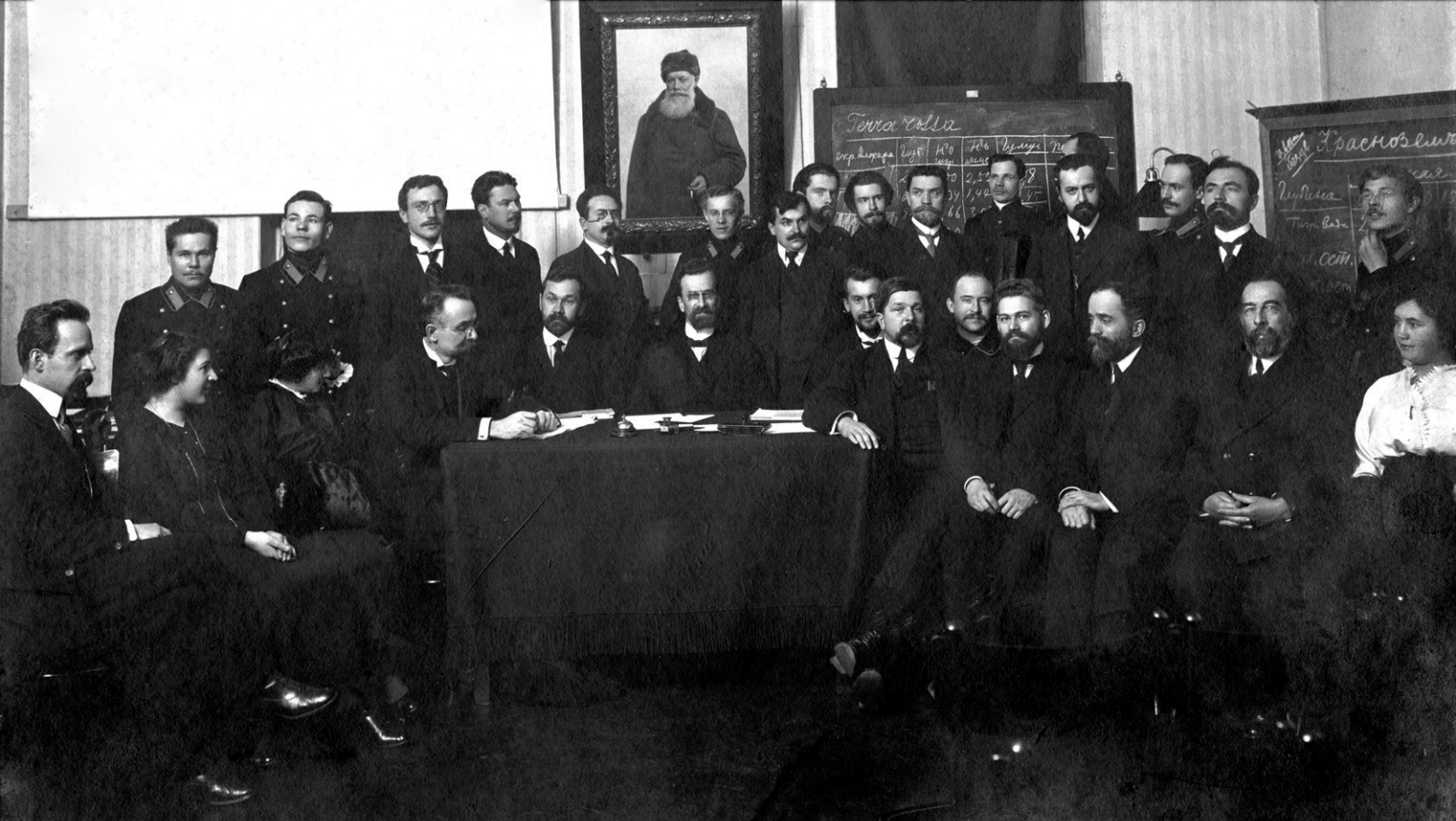
Докучаевский почвенный комитет, 1912—1918

Докучаевская школа почвоведения получила организационный статус:
- 1888 — в составе Вольного экономического общества учреждается Почвенная комиссия;
- 1912 — Комиссия была реорганизована в «Докучаевский почвенный комитет»;
- 1918 — на базе комитета был организован Почвенный отдел Комиссии по изучению естественных производительных сил (КЕПС);
- 1924 — организована Международная ассоциация почвоведов (МАП) в Риме, и его советская секция в Москве;
- 1925 — создан Почвенный институт КЕПС;
- 1927 — создан Почвенный институт имени В. В. Докучаева АН СССР.
- 1938 — организовано Всесоюзное общество почвоведов при АН СССР (ВОП).

## Последователи
Среди соратников и последователей можно выделить непосредственных учеников и коллег участников Докучаевской школы почвоведения и учёных разделявших в то время основные научные взгляды В. В. Докучаева:
- Виленский, Дмитрий Гермогенович (1892—1960)[15]
- Вильямс, Василий Робертович
- Гедройц, Константин Каэтанович
- Геммерлинг, Владимир Васильевич
- Герасимов, Иннокентий Петрович
- Зонн, Сергей Владимирович[16]
- Коссович, Пётр Самсонович[17].
- Кравков, Сергей Павлович
- Одинцов, Борис Николаевич
- Полынов, Борис Борисович
- Роде, Алексей Андреевич
- Сабанин, Алексей Николаевич[18]
- Сочава, Виктор Борисович
- Ярилов, Арсений Арсеньевич

Научные школы

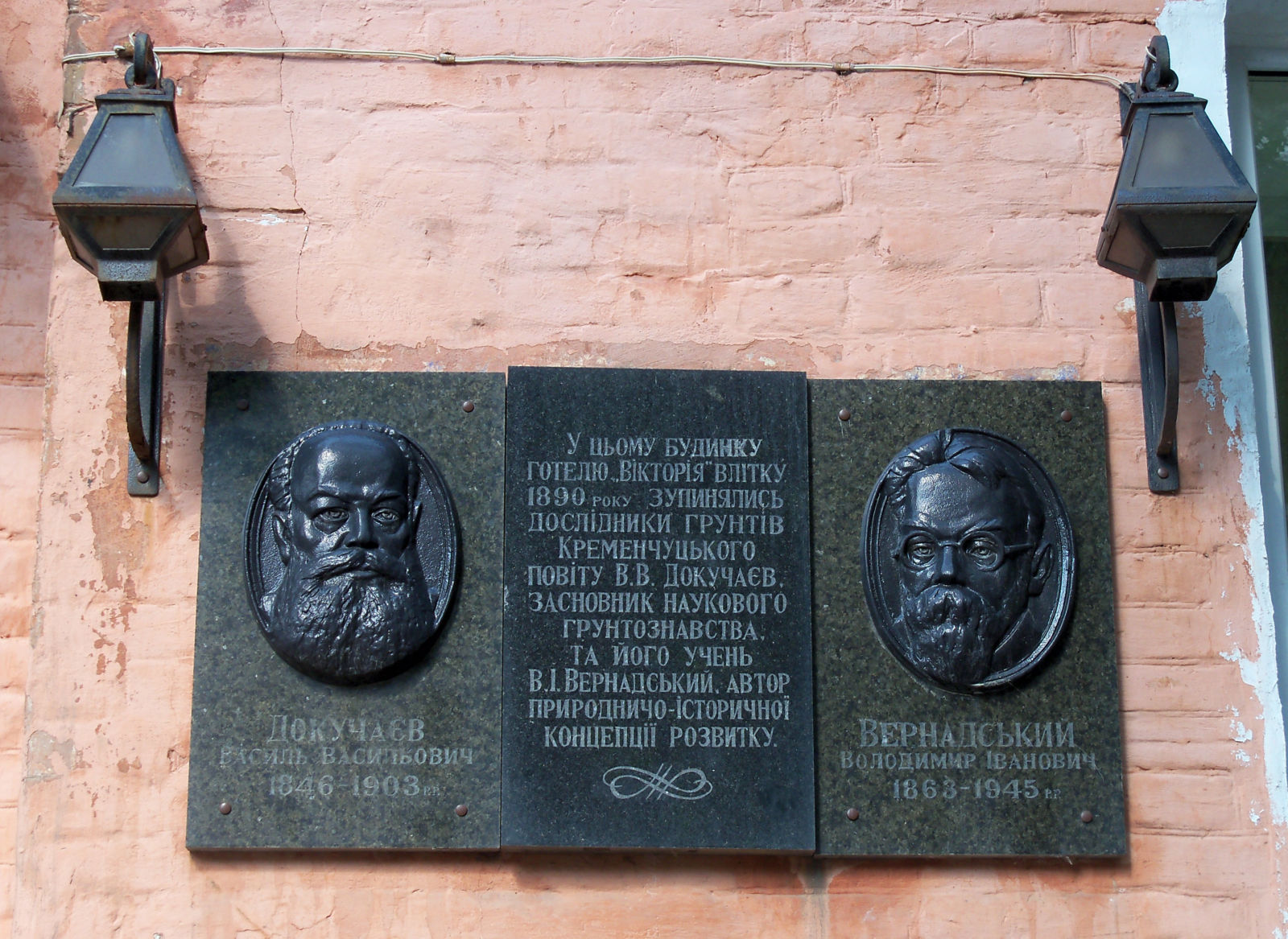
Докучаев и Вернадский, Кременчуг

Дочерние научные школы — последователи Докучаевской школы почвоведения
- Биологическое направление в почвоведении ЛГУ — С. П. Кравков и др.
- Геохимия, биогеохимия, радиохимия, космохимия, гидрохимия; учение о биосфере и пр. МГУ — В. И. Вернадский и др.
- Ландшафтно-геохимическая школа — Б. Б. Полынов, М. А. Глазовская и др.
- Институт геологии рудных месторождений, петрографии, минералогии и геохимии (ИГЕМ) РАН — В. И. Вернадский, А. Е. Ферсман и др.
- Эколого-генетические почвенные исследования Факультета почвоведения МГУ — В. В. Геммерлинг, Г. В. Добровольский.
- Почвенные беспозвоночные в почвообразовательном процессе и биологическом круговороте — М. С. Гиляров, Н. М. Чернова и др.

## Международное признание

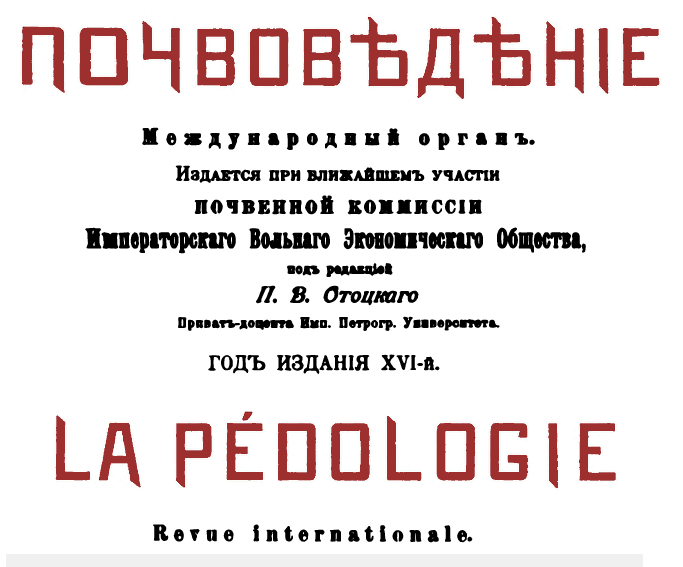
Обложка журнала «Почвоведение», 1914 год.

Докучаевская школа почвоведения была известна за границей как «Русская школа почвоведов» (англ. Russian Soil Science School). Международное признание получили методика и термины, разработанные школой Докучаева. Более широкой известности мешало очень малое количество переведённых на европейские языки статей и книг. Журнал «Почвоведение» сыграл особую роль в распространении идей Докучаевской школы в России и за рубежом. Оглавления и резюме статей печатались на французском языке.
Первые переводы основных трудов В. В. Докучаева:
- 1967 — Dokuchaev V. V. Russian Chernozem (1883) // Israel Program for Scientific Translations Ltd. (for USDA-NSF), S. Monson, Jerusalem, 1967. (перевод с русского N. Kaner).

Учёные оказавшие наибольшее влияние на международное признание Докучаевской школы почвоведения:
- В. К. Агафонов — Изучение почв Франции и её колоний методами В. В. Докучаева[20]
- К. Д. Глинка — Участие и организация международных почвенных конгрессов[21].
- Н. М. Сибирцев — Участие в международных выставках и конгрессах.[22][23]